# HMS Vivid
Le HMS Vivid (pennant number : P77) est un sous-marin britannique de classe V.

## Engagements
Le HMS Vivid fut mis en chantier en 1942 par Vickers-Armstrongs à Newcastle upon Tyne pour la Royal Navy,,. Il a été lancé en septembre 1943. Son nom peut se traduire en français par « vif ». Et de fait, son insigne représentait quatre éclairs identiques éclatant au-dessus des eaux.
Sous le commandement du lieutenant John Cromwell Varley, DSC, il a servi avec la 10e flottille de sous-marins basée à Malte pendant les dernières étapes de la campagne alliée en mer Méditerranée, coulant divers navires marchands allemands, grecs et italiens au large des côtes grecques,.
Au cours d’une de ses sorties en juin 1944, le HMS Vivid coula le navire marchand réquisitionné Tanaïs au large des côtes de Crète, tuant plusieurs centaines de prisonniers de guerre qui étaient à bord.
À la suite d’un carénage, le HMS Vivid est transféré à la 2e flottille de sous-marins en Extrême-Orient pour une patrouille en juin 1945. Le navire a été reversé dans la réserve en 1946 et ferraillé à Faslane, Gare Loch, en octobre 1950.